# Microwave Journal
Microwave Journal (deutsch „Mikrowellen-Journal“), kurz MWJ, ist eine US‑amerikanische Fachzeitschrift für Hochfrequenz- (HF-) und Mikrowellentechnik.

## Geschichte
Das Microwave Journal erscheint sei 1958 als kostenlose Fachzeitschrift speziell für HF‑Techniker und Mikrowellen-Ingenieure. Verlegt wird es von Horizon House Publications, dem Verlagshaus mit Sitz in Norwood (Massachusetts) sowie in London, das unter anderem auch die jährlich stattfindende Europäische Mikrowellen-Woche mitorganisiert.
Das Themenspektrum des Journals umfasst aktuelle Informationen zur HF- und Mikrowellentechnik, Ratschläge für Entwicklungsingenieure, Neuigkeiten aus der Mikrowellen-Szene sowie Hinweise auf Veranstaltungen und zur Aus- und Weiterbildung. Ein besonderer Fokus liegt traditionell auf der Verstärkertechnik, der Mikrostreifenleitungstechnik, integrierten Mikrowellenschaltungen (MIC) sowie der Antennen- und der Radartechnik.
Das weltweit verbreitete Magazin erreicht monatlich rund 50.000 zumeist professionelle Leser. Die hier veröffentlichten inzwischen rund tausend Fachartikel werden grundsätzlich einem Peer Review unterworfen, um sicherzustellen, dass sie korrekt, aktuell und für den Leser nützlich sind.
Seit 2012 gibt es zusätzlich das Microwave Journal China mit über 10.000 Lesern.